# Boszorkányság
A boszorkányság archaikus, mágikus mozgalom és természetvallás. Olyan sámánisztikus rendszer, amely a természet szellemeivel való munkát állítja a középpontba és kiegészül helyi népi hagyományokkal. Ma mindenekelőtt vallás; követői egy részénél a mágia csak másodlagos emellett. A legismertebb nemzetközi boszorkányvallás a wicca.
A múltban a boszorkány megjelölés századokon át olyan személyre vonatkozott, aki varázsigéket használt, hogy ártó szándékait keresztülvigye, s ehhez gonosz szellemek segítségét vette igénybe. A középkori európai keresztény néphit szerint a boszorka vagy striga szinte kizárólag a keresztény hittől elszakadt, azt megtagadó és az ördöggel szövetkező nő volt. Egy idő után vonatkozott a boszorkányság fogalma minden ún. természetfeletti jelenségre is, amikor olyan emberekre is kiterjesztették, akik állítólag alakot tudtak változtatni, akiket az ördöggel kötött szövetséggel gyanúsítottak, valamint azokra, akik különös éjszakai szertartásokban vettek részt.
Napjainkban egyes boszorkánygyűlések alig veszik igénybe az ősi erőket, bár némelyik gyülekezet foglalkozik például az energiavonalak és a Föld ősi, pozitív erői közötti rokonsággal, felhasználják az ősi rítusokat, a mágikus köröket, a hagyományos imákat, sokat közülük egy elismert szaktekintély, Charles Leland Aradia – avagy A boszorkányok evangéliuma (The Gospel of the Witches) (1899) című művéből merítve. Tevékenységük ma rosszabb esetben ártalmatlan, jobb esetben pozitív. Bár minden időben és társadalomban létezett kapcsolat a boszorkányság és a gonoszság között, a boszorkányok a múltban nem mindig számítottak a társadalom kitaszítottjainak.

## Történet
A mágia és a varázslás egyidős az emberiséggel, de a boszorkány szó egyes kutatók szerint a kora középkor (589) előtt nem szerepel az írott szövegekben.
Az ókori görögök és rómaiak úgy hitték, hogy a fekete mágusok (vagy boszorkányok) a sötétség és a halál hatalmaival szövetkeznek – az éjszakával és a Holddal, amely az éjszakát kormányozza, és a természetfeletti lényekkel, akik a halottak felett uralkodnak. Úgy gondolták, ezen embereknek megvan az a képességük, hogy varázslással más embereknek ártsanak; tönkre tudják tenni a termést, viharokat szabadíthatnak el, szárazságot hozhatnak a vidékre, megbetegíthetik a jószágot, embereket sebezhetnek vagy ölhetnek meg, és szerelmi ügyeket gátolhatnak vagy segíthetnek.

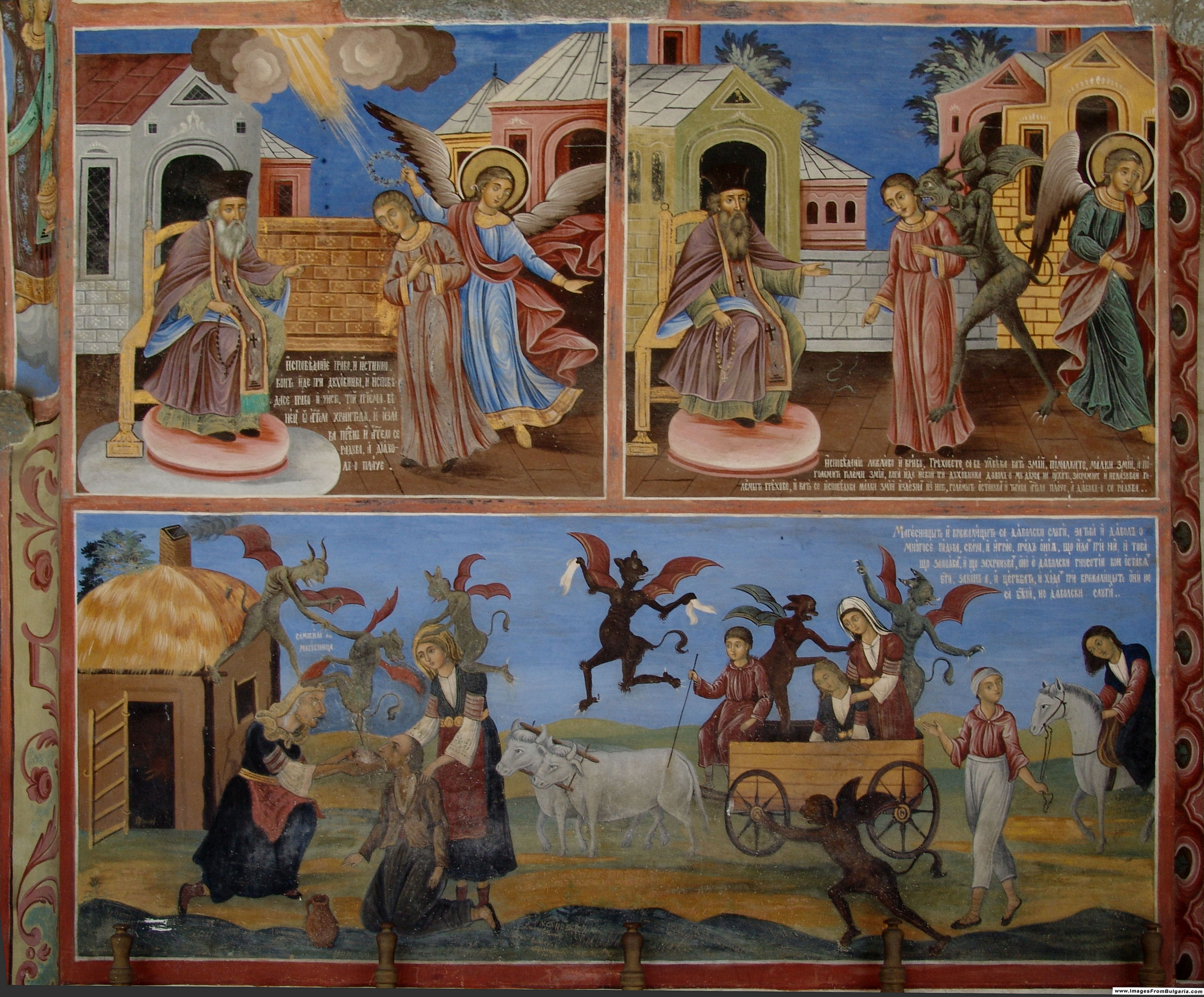
A bolgár rilai kolostor egy festménye, amely az ördögöktől befolyásoltnak mutatja a boszorkányokat

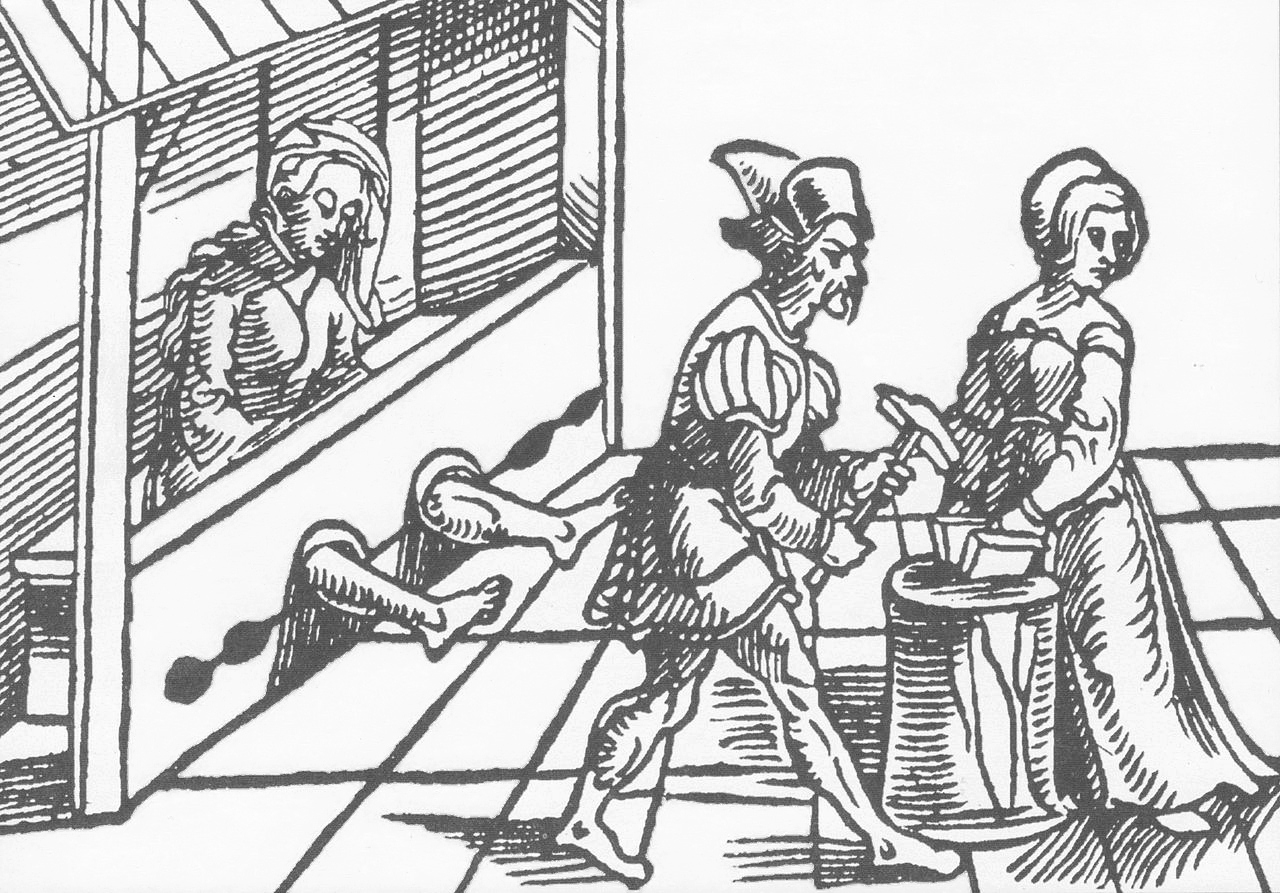
Egy ún. boszorkány kora újkori vallatása

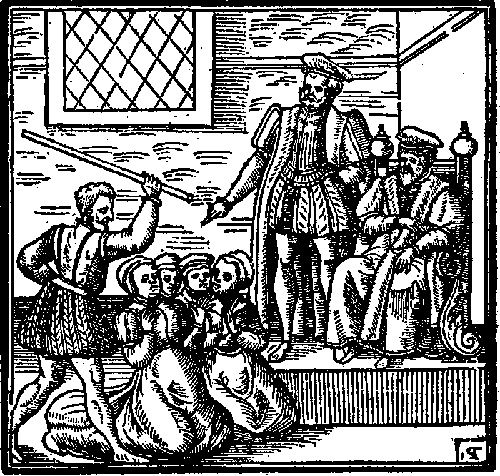
Boszorkányokat ütlegelnek I. Jakab angol király előtt (1597)

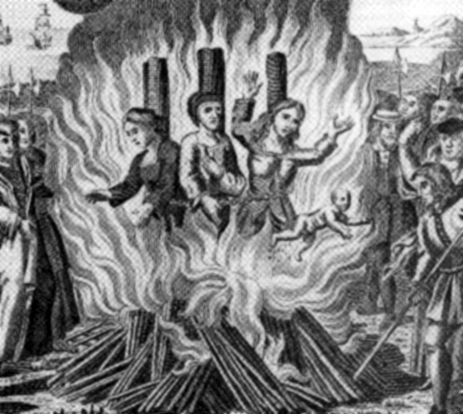
Boszorkányok megégetése

A középkori Európában a boszorkányságot kezdetben a továbbélő pogány múlt hatására a természetes mágia egyik változatának tekintették. A szélesebb körű elképzelés, hogy mit is jelent boszorkánynak lenni, valószínűleg a 9. századi keresztény Bizáncból terjedt el, és olyan emberekről szólt, akik egyezséget kötöttek az Ördöggel, miután halhatatlan lelkükért cserébe elképzelhetetlen gazdagságot ígért nekik. Ez idő tájt tűntek fel a boszorkányszombatok első kezdeményei, melyeket a boszorkányok éjszakai gyülekezeteként írtak le, akik állítólag a levegőben lovagolva érkeztek a gyűlésük helyszínére.
A boszorkányszombatok összejöveteleit a középkorban általában erdei tisztásokon, kopár hegycsúcsokon, elhagyatott keresztutaknál vagy egykori kivégzőhelyek közelében, városszéli akasztófák alatt tartották. A legnagyobb évi találkozóra május elsejének éjszakáján gyűltek össze, ez volt a híres Walpulgis-éj (Beltane). Indulás előtt bekenték meztelen testüket boszorkánykenőccsel, így állítólag képessé váltak a repülésre.
Vannak modern szerzők, akik szerint az egész európai boszorkányjárvány egy nagy tévedésen alapul, és az egyház hiszékenységén és vallási fanatizmusán keresztül jött létre. Mások igaznak tartják a boszorkányokból kierőszakolt vallomásokat. Az igazság valószínűleg valahol a kettő között van. Bizonyítottnak látszik, hogy sok esetben ártatlan embereket kényszerítettek testi és lelki kínzásokkal hamis vallomásokra.
A középkori Európában csaknem minden faluban élt javasember vagy -asszony. Ezek a falusi mágusok gyakran többé-kevésbé ártalmatlan javasemberek voltak, akik például rendkívül sokat tudtak a növények gyógyító hatásairól. A középkor boszorkányai arról is ismertek voltak, hogy gyógynövényekből főzeteket tudtak készíteni, állatok gyógyítására is, s hogy fokozni tudták a termékenységet.
A 11-14. századi kelet-európai írott forrásokban különböző elnevezésekkel szerepelnek a női boszorkányok: „jósnők", „boszorkányok", „varázslónők", „csodatevők".
A 14. századot megelőzően Európában a boszorkányság csak akkor volt halállal büntethető, ha másnak kárt okozott. Ezt leszámítva a boszorkányságot lényegében úgy kezelték, mint a prostitúciót. Amikor azonban elkezdték alkalmazni az egyházi törvényeket, a büntetések gyakoribbak és szigorúbbak lettek.
A boszorkányság és varázslat sátáni eretnekségnek minősítése az inkvizítorok parancsára történt, és szélesebb körben akkor kezdődött, amikor XXII. János pápa 1320-ban felszólította az egyházat mindazok üldözésére, akik „démonokat imádnak és mágiát űznek”. A boszorkányságnak az eretnekséggel való összekapcsolása a késő középkortól kezdve egyre fokozódott, amikor is a boszorkánysághoz kapcsolatos vádakhoz gyakran társították egyéb eretnekek képzetét is. Sok helyen valóságos tömegmészárlás kezdődött.
1487-ben megjelent a hírhedt Malleus maleficarum („Boszorkánypöröly”) című kiadvány, amely arra volt hivatott, hogy „megkönnyítse” a boszorkányok felimerését. A 18. századig ez volt az egyik legnagyobb számban kinyomtatott könyv. Rengeteg ártatlan férfi és nő lett kegyetlen kínzások és máglyahalál áldozata.
A 16. és 17. század folyamán a boszorkányság kérdése nemcsak Európát, hanem más kontinenseket is foglalkoztatta. A parasztok aggódtak a termésért és az állataikért, a papok éberen figyelték, nem bújt-e bele az ördög az egyházközségük valamely tagjába, a kuruzslók igyekeztek hasznot húzni a gonosz asszonyoktól és a ravasz férfiaktól való félelemből, a bíróságok pedig buzgón törekedtek arra, hogy az ördögi megszállottság minden megnyilvánulását eltiporják.
Az egyik legrettenetesebb boszorkányüldözés Ausztriában tört ki II. Rudolf német-római császár uralkodása idején (1576–1612), kezdetben a jezsuiták kezdeményezésére, akik így akartak leszámolni a protestánsokkal. Az üldözés második periódusa Stíria és Tirol tartományokban kezdődött 1678-ban, ahol is 1707-ben kegyetlen boszorkányellenes törvényt vezettek be.
1769-ben Mária Terézia császárnő korlátozta az üldözést: ettől kezdve csak a kormány kifejezett hozzájárulásával lehetett boszorkányság ügyében hozott ítéletet végrehajtani. Ennek ellenére továbbra is körülbelül harminc különböző kínzásnemet alkalmaztak, s a boszorkányok kínzását és elégetését csak 1787 januárjában tiltották meg törvénnyel.
A Habsburg Birodalomban a boszorkányokkal való bánásmód irányelveit az inkvizíciótól vették át. A gyanúsított soha nem ismerhette meg a tényeket és a körülményeket, melyek megvádolásához vezettek, ha pedig vallomását a kínzás hatására megváltoztatta, akkor újabb kínzásnak vetették alá. A cinkosok nevét „mérsékelt kínzással” csikarták ki az úgynevezett pontosság érdekében, s a letartóztatást mindig azonnal követte a kihallgatás. Ezzel akarták biztosítani, hogy az Ördögnek ne legyen ideje tanácskozni a gyanúsítottal. A kínzókamrát szenteltvízzel hintették meg, és áldott gyógyfüvekkel füstölték. A hétéves kor alatti gyermekek fel voltak mentve a kínzás alól, ugyanakkor 14 éves kor felett mindenkit felnőttnek tekintettek.
A boszorkányok üldözése különböző helyeken más és más időpontban ért véget: Hollandiában 1610-ben, Angliában 1684-ben, Amerikában 1693-ban, Skóciában 1712-ben, Franciaországban 1745-ben, Németországban 1775-ben, Svájcban 1782-ben, Lengyelországban 1793-ban ért véget.
A késő középkortól a 18. századig becslések szerint mintegy 100 ezer embert fogtak boszorkányság miatt perbe, és a vádlottak mintegy felét ki is végezték. A történelem egyik legismertebb boszorkányperére 1692–1693-ban az amerikai Massachusetts állambeli Salem városában került sor.
Magyarországon az utolsó nagyszabású kivégzés Szegeden volt 1728-ban, ahol 12 boszorkánynak nevezett asszonyt küldtek máglyára a később róluk elnevezett Boszorkány-szigeten.
Az üldözés és a boszorkányperek megszűntével még nem tűnt el a boszorkányhit, de ezután ez a témakör fokozatosan kezdett eltűnni az emberek gondolkodásából. A kialakult általános tolerancia mellett a boszorkánymesterség érintetlenül élt tovább. Különösképp a romantika korában volt ez így, amikor a boszorkányságot az okkultizmus egy újonnan értékelt műfajának tekintették. A boszorkányság többé-kevésbé népi mágiaként élt tovább, s elvesztette bűnös, eretnek jellegét. A boszorkányok nem voltak már megbélyegzett személyek, és nem üldözték sem az egyházi, sem a világ hatóságok.
A 20. század második felében a boszorkányság iránti érdeklődés feltámadásának lehettünk tanúi. Ez azonban másféle boszorkánykultusz és a megkülönböztetés kedvéért a nyugati világban gyakran Wiccának hívják, amelyet leginkább egy újpogány mozgalomként tartanak számon. A sátánizmussal és az állítólagos hagyományos boszorkánysággal ellentétben a modern boszorkányok nem állítják, hogy szövetségre lépnek az ördöggel. A modern boszorkányok tiszteletének tárgya többnyire az istennő, olykor társával, a szarvas istennel.
A nyugati világ modern boszorkánysága nem csekély mértékben Gerald Gardnernek köszönheti létét. Az 1960-as, 70-es években egyre erősödött a boszorkányság iránti érdeklődés, majd eljutott Amerikába is. Kezdetben sokan a gardneri hagyományt folytatták, majd egyesek saját irányzatot alapítottak (Alexander Sanders, Raymond Buckland stb.), de jelentős mértékben Gardner szertartásrendjére támaszkodtak. A modern mozgalmon belül számos állandóan fejlődő és változó hagyomány él. Az irányzatok alapvetően függetlenek, nincs köztük összetartó szervezet vagy központi hatalom. Az irányzatokon belül minden boszorkánygyülekezet is önálló, mindnek megvan a maga "Árnyak könyve".
A boszorkányság hívei többnyire a félreeső helyeken gyűléseznek, Angliában a New Forestben vagy a történelem előtti, „pogány” romoknál (pl. Avebury), Franciaországban a Vogézekben és Bretagne-ban, Németországban a Harz-hegységben és a Fekete-erdőben stb.

## Attribútumok
A múltban a boszorkány attribútumai voltak állatok képében a béka, a kígyó, a fekete macska, a fekete bogár, a varjú, a bagoly, a patkány és az egér. Tárgyi eszközök közül a seprű, az üst, a specula, a varrótű és gombostű, a varázsfonál, a vasvilla.

## Hagyományos boszorkányeszközök
A boszorkányok által használt egykori eszközök és segédek:
(A mai boszorkányok által használt eszközöket lásd lejjebb: A mai, nyugati boszorkányság jellemzői részben!)
- Varázsfonál

A csomózott dupla fonalat arra használták, hogy férfiakban nemzésképtelenséget, nőknél meddőséget idézzenek elő. 
- Athamé

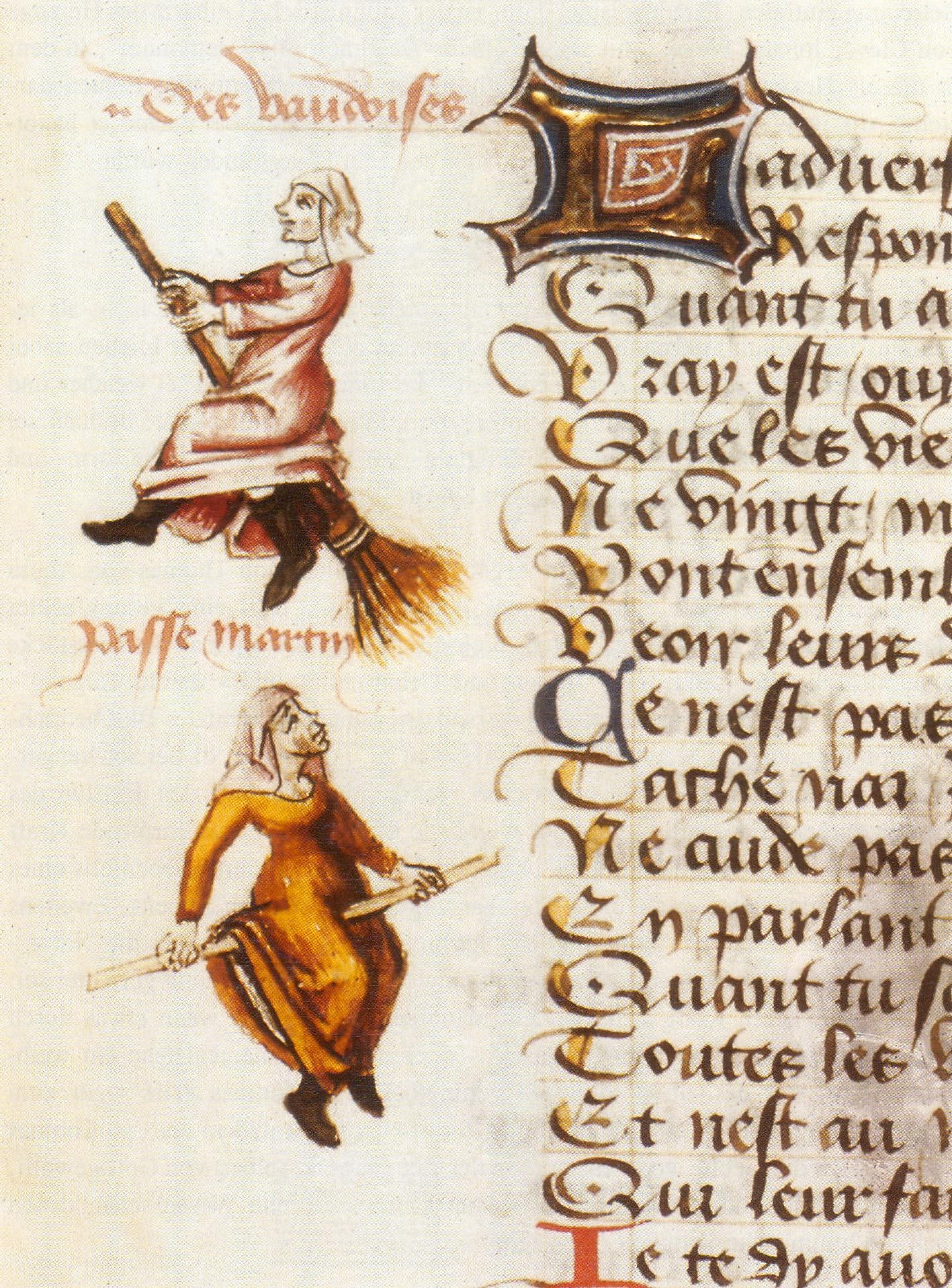
Seprűn repülő boszorkányok miniatúrái Martin le Franc 1451-es Le champion des dames (Az asszonyok bajnoka) című művében

A boszorkány kétélű varázskése mágneses fémből készült. Markolata gyakran fekete, pengéjére mágikus jeleket véstek.  
- Seprű

A seprűk már a pogány rítusokban is szerepet játszottak, például az ókori Görögországban. A seprű Hekaté, a hármas istennő szimbóluma volt, akinek hercegnőbábája egy gyermek születése után tisztára söpörte a ház küszöbét, hogy megtisztítsa azt a gonosz szellemektől. 

A boszorkány seprűje – amely fallikus szimbólum is lehetett – az Ördög ajándéka volt, s a boszorkányok hallucinogén anyagokat használtak, mielőtt ráültek és a levegőbe emelkedtek. 
- Üst

A boszorkány egy edényben készítette el mérgeit, kenőcseit és nemi vágyait fokozó ajzószereit, az edény azonban nem mindig volt hagyományos acélból készült üst. A boszorkányok üstjébe rendszerint denevérek, kígyók, gyermekháj s állatvér kerültek.
- Bábuk

Az utánzó mágia alapján ezek a kiszemelt áldozatot utánzó egyszerű képmások voltak, amelyeket eredetileg szerelmi varázslatokra használtak, később azonban a boszorkányok inkább a távolból elkövetett gyilkosságok céljára alkalmazták őket.
- Tündérnyíl

A kőkorszakbeli vadászok kovakőből készített nyílhegyeket használtak. A boszorkányokat azzal vádolták, hogy emberölésre, gyakrabban szarvasmarhák megölésére használják ezeket a nyílhegyeket.
- Grimoár

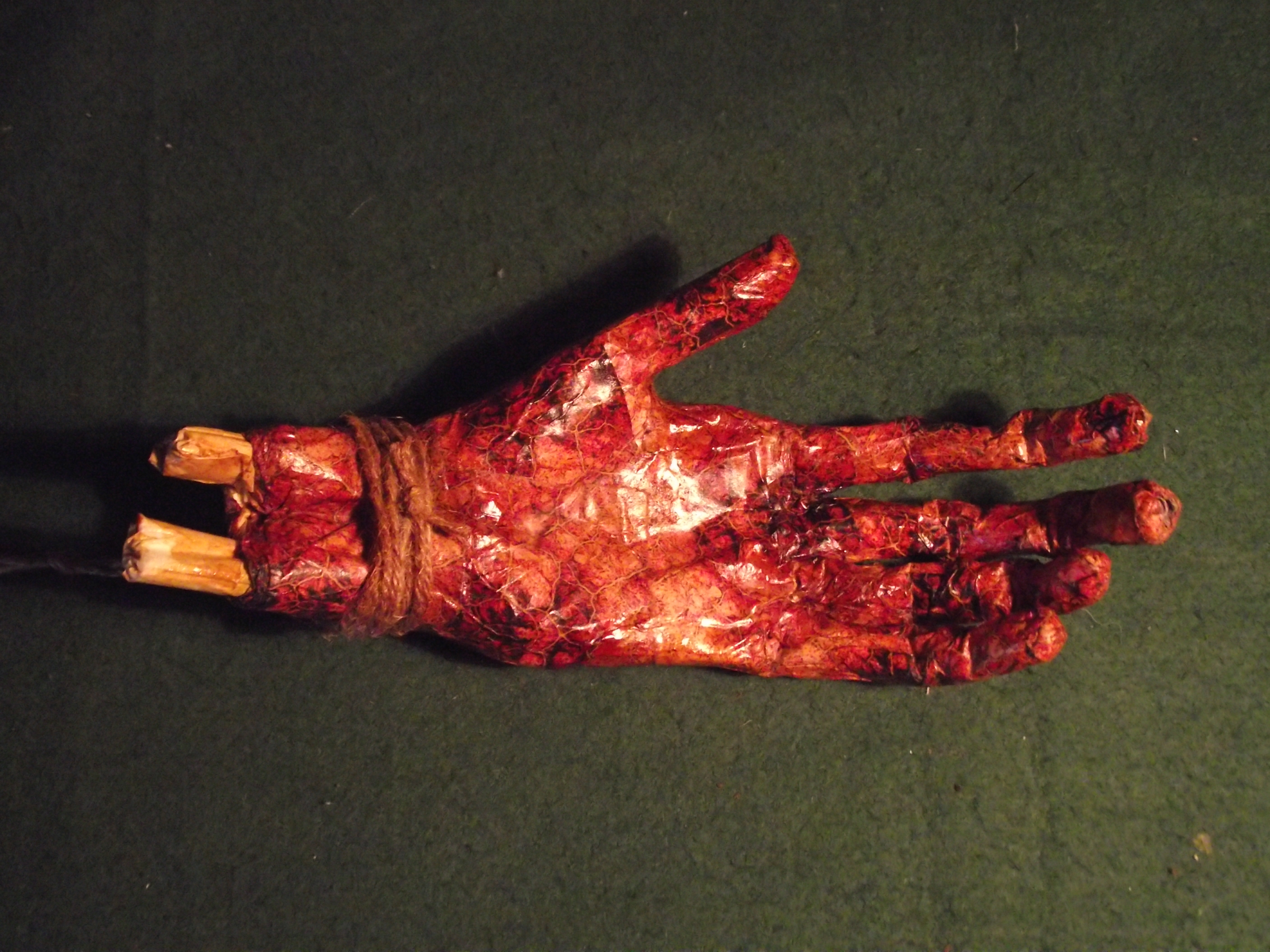
Egy dicsőségkéz

Mágikus varázsigék, szertartások és ráolvasások gyűjteménye.
- Dicsőségkezek

A dicsőségkezek akasztott bűnözők jobb kezéből készített gyertyatartók voltak. A boszorkány agyagedényben, füvekben és fűszerekben pácolta a kezet két hétig, majd hagyta a napon kiszáradni.
- Varrótűk

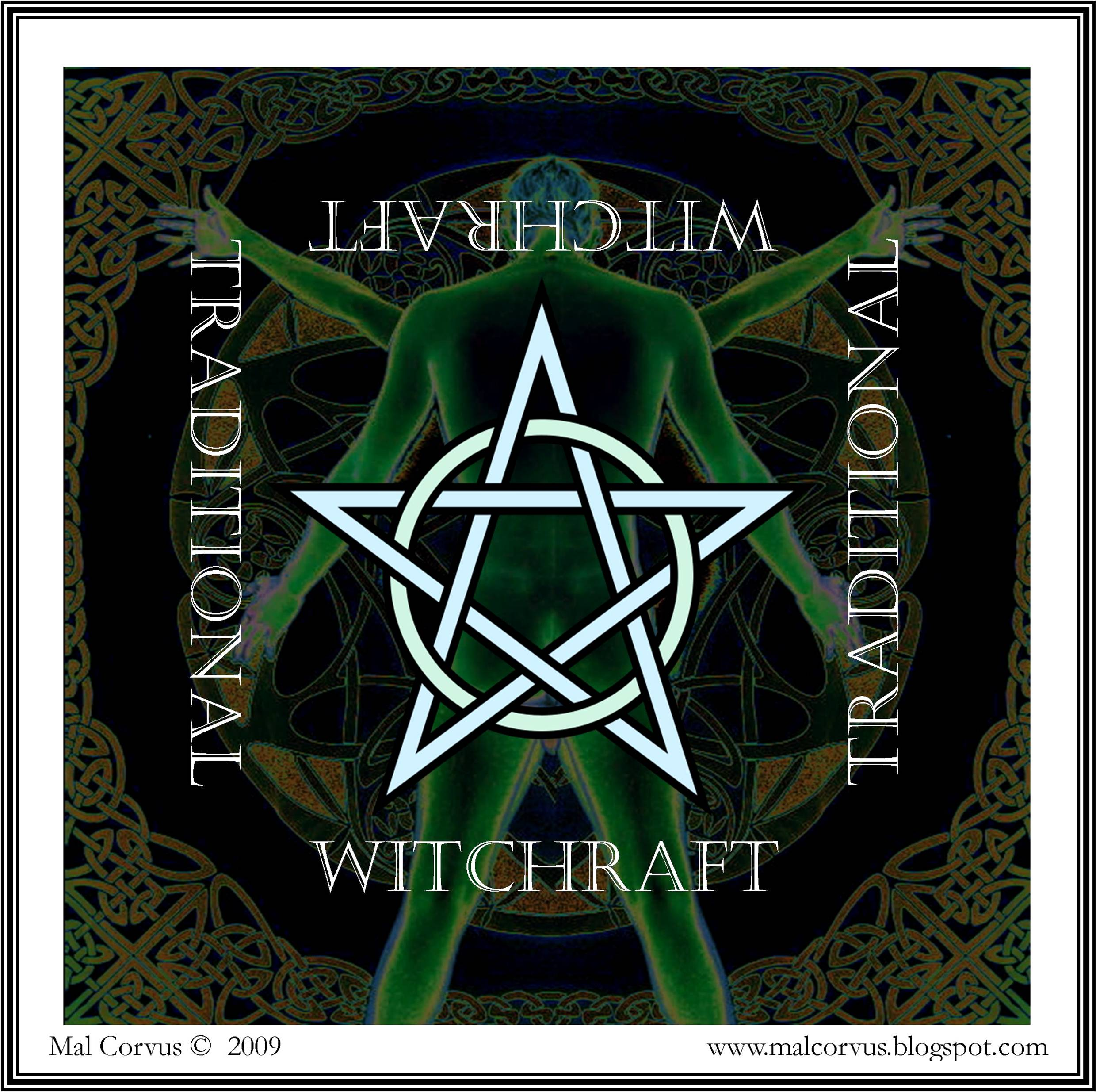
Pentákulum

A tűkkel általában fájdalmat okoztak távol levő embereknek úgy, hogy az őket jelképező bábuba szúrták őket; emellett állatok megsebesítésére és megölésére
is használatosak voltak.
- Ötágú csillagok

A pentákulum kör alakú keretben elhelyezett ötszögű csillag. Ezek az alakzatok az okkultizmus világának legnagyobb varázserővel bíró szimbólumai. Számos régi grimoárban előfordulnak. 
- Gombostűk

A babona szerint ha az ember gombostűt talál, azt mindig fel kell vennie, nehogy egy boszorkány találja meg és mágikus célokra használja fel. Az ívelt gombostűt a boszorkány bájitalokba helyezte, mert ezzel embereket lehetett megigézni, illetve meg lehetett törni más boszorkányok varázslatát.
- Vasvilla

A boszorkányokról az a hír járta, hogy a seprű mellett a vasvillát is repülőeszközként használták.
- Specula

A boszorkánytükrök lényegében gömbök, amelyeket a boszorkányok jövendölésre vagy a jövőbe nézésre használtak. Itt nemcsak üveg- és kristálygömbökről van szó, hanem tükrökről és csiszolt kövekről is. A boszorkányok hittek abban, hogy ha kitartóan a gömbök mélyére néznek, akkor nemcsak a messzi jövőbe pillanthatnak bele, hanem korábban soha fel nem keresett helyeket is megláthatnak, és felfoghatatlan kérdésekre is megtalálhatják a választ.
- Segédek

A hagyomány alapján számos boszorkánynak volt segédje (familiárisa), akit az Ördögtől kapott vagy azért, hogy segítsen neki praktikái kivitelezésében, vagy hogy kémkedjen más boszorkányok után, akikben az Ördög nem bízott. A segéd rendszerint macska vagy kutya volt, de olykor lehetett varangy, patkány vagy nyúl is. A segéd, mivel túlvilági lény volt, bármilyen alakot fel tudott venni.
- Mágikus pálca

## Boszorkány-gyógyszerkönyv

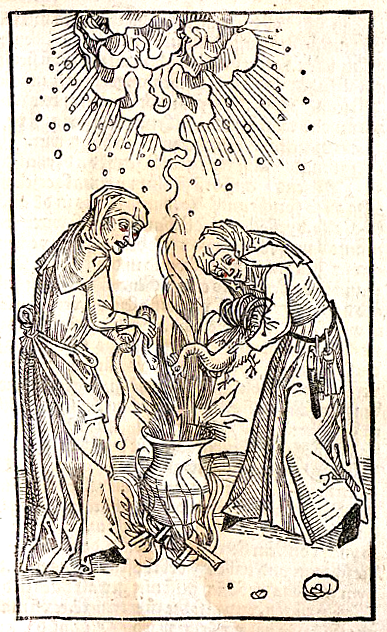
15. századi ábrázolás, amint a boszorkányok az üstjükben főznek

Széles körben elterjedt nézet, hogy a boszorkányok mindig valami rosszat forraltak üstjeikben. E vélekedés alapja valószínűleg a zárt körű társaságok iránt érzékelhető gyanakvás, valamint az a szokás, hogy a boszorkányok a gyógynövényeknek más neveket adtak, mint ahogy azokat az emberek általában nevezték. Egy lista növényekről, ahol a boszorkányok által adott név, a közismert és a latin név szerepel :
| Boszorkány (és Wicca) név | Köznév                  | Latin név                 |
| ------------------------- | ----------------------- | ------------------------- |
| Anyaszív                  | Pásztortáska            | Capsella bursa-pastoris   |
| Báránynyelv               | Lándzsás útifű          | Plantago lanceolata       |
| Békaláb                   | Hagymás boglárka        | Ranunculus bulbosus       |
| Bikaszem                  | Mocsári gólyahír        | Caltha palustris          |
| Borjúszáj                 | Közönséges gyújtoványfű | Linaria vulgaris          |
| Csacsiszem                | Bengáli bársonybab      | Mucuna pruriens           |
| Csirkeláb                 | Korallgyökér            | Corallorhiza ordontorhiza |
| Egérfarok                 | Borsos varjúháj         | Sedum acre                |
| Egérfül                   | Ezüstös hölgymál        | Hieracium pilosella       |
| Farkaskarom               | Korpafű                 | Lycopodium spp.           |
| Galambláb                 | Erdei (hegyi) gólyaorr  | Geranium sylvaticum       |
| Gyíkfarok                 | Mocsári gyíkfarokfű     | Saururus cernuus          |
| Gyíknyelv                 |                         | Sauroglossum spp.         |
| Hús és vér                | Vérontó pimpó           | Potentilla erecta         |
| Kecskeláb                 | Podagrafű               | Aegopodium podagraria     |
| Kígyófej                  | Kopasz gerlefej         | Chelone glabra            |
| Kígyónyelv                | Közönséges kígyónyelv   | Ophioglossum vulgatum     |
| Kígyótej                  | Viruló kutyatej         | Euphorbia corollata       |
| Kutyanyelv                | Közönséges ebnyelvűfű   | Cynoglossum officinale    |
| Lófarok                   | Zsurló                  | Equisetum spp.            |
| Lónyelv                   | Közönséges gímpáfrány   | Scolopendrium vulgare     |
| Macskaláb                 | Kanadai kapotnyak       | Asarum canadense          |
| Macskaszem                | Csillag ördögszem       | Scabiosa stellata         |
| Madárszem                 | Tavaszi hérics          | Adonis vernalis           |
| Mókusfül                  | Avarvirág               | Goodyera repens           |
| Nyúltappancs              | Tarlóhere               | Trifolium arvense         |
| Ördögtej                  | Napraforgó kutyatej     | Euphorbia helioscopia     |
| Sárkánykarom              | Korallgyökér            | Corallorhiza odontorrhiza |
| Sünök                     | Krisztuskorona          | Medicago intertexta       |
| Szamárfül                 | Fekete nadálytő         | Symphytum officinale      |
| Tehénfarok                | Betyárkóró              | Erigeron canadensis       |
| Varangyosbéka             | Közönséges gyújtoványfű | Linaria vulgaris          |
| Varjúláb                  | Foltos gólyaorr         | Geranium maculatum        |
| Vérző ujjak               | Gyűszűvirág             | Digitalis spp.            |
| Viperahús                 | Egylevelű lágyvirág     | Malaxis unifolia          |
| Viperanyelv               | Kakasmandikó            | Erythronium dens-canis    |

## Hitvallás
Az Amerikai Boszorkányok Tanácsa 1974-ben fogadta el a boszorkányok hitvallásának főbb alapelveit. Ezek a következők:
- Rítusainkat azért végezzük, hogy ráhangolódjunk az élet természetes ritmusára és erőire, amelyeket a négy évszak, a két napforduló és a két nap-éj egyenlőség) jelez.
- Elismerjük, hogy értelmünk és megértésünk különleges felelősséget ró ránk a környezetünk állapotáért. Összhangban élünk a természettel, megóvjuk az élet adományának egyensúlyát. Tudatosan törekszünk a fejlődést a teljesség irányába terelni.
- Átlagemberként megfontoltabban tartjuk becsben az erő mélységét. Az energia lényegesen átfogóbb fogalom annál, amelyet természetfölötti néven szokás emlegetni. Mi tudjuk, hogy az erő bennünk van, miként természetesen azokban is, akik nem tudnak róla.
- Megértjük a világegyetem erejét, amely a polaritáson keresztül mutatkozik meg – nőies és férfias tulajdonságokon át -, és tudomásul vesszük az erő jelenlétét mindenkiben, továbbá, hogy ez a férfias és nőies erők közti kölcsönös érintkezés által működik. Egyiket sem tartjuk értékesebbnek a másiknál, tisztában vagyunk vele, hogy egymást kiegészítve léteznek. A nemiséget az öröm forrásának, az élet és a megtestesülés jelképének tartjuk.
- Elismerjük a külső és belső világ, valamint a lélek létezését, amelyet szellemi világnak, kollektív tudatalattinak, lelkivilágnak is szokás nevezni. A természetfeletti jelenségek és a mágikus gyakorlat alapjáról szemléljük a két dimenzió kölcsönös egymásra hatását. Egyik dimenziót sem mellőzzük, mert tudjuk, mindkettő egyformán szükséges a teljességhez.
- Nem ismerünk el semmiféle tekintélyelvű hatalmi rendszert, de megbecsüljük a tanítókat, méltányoljuk azokat, akik megosztják velünk bölcsességük és mélyebb megértésük eredményeit. A tehetséges, rátermett vezetők iránymutatásait elfogadjuk.
- Az élet mágiájából és a bölcsesség egyesüléséből táplálkozó hittel szemléljük a világot és a benne rejlő életet. Ezt a világszemléletet és életfelfogást határoztuk meg boszorkányságként. Ez a bölcsek, vagyis a wiccák útja. [megj. 2]
- Attól, hogy valaki boszorkánynak nevezi magát, még nem az! Sem a magány, sem a címek birtoklása, a fokozatok elnyerése, de még a beavatás sem teszi igazi boszorkánnyá az embert. A wicca a belső világában rejlő erők ellenőrzésének módját keresi, okosan és jól akar élni anélkül, hogy ártana másoknak. Ezen kívül mindent megtesz, hogy harmóniába éljen a természettel.
- Hiszünk az élet igenlésében és a lét teljességében. Hisszük, hogy a létezés tudatos fejlesztése és gyarapítása a tudatosság fejlődését szintén magával hozza. A tudás elvezet az univerzum jobb megértéséhez. Azzal ugyancsak tisztában vagyunk, hogy a világ egységének létrehozásában szerep jut nekünk.
- A kereszténység, illetve egyéb vallások vagy életfilozófiák elleni fellépésünk nem a más gondolkodásúak ellen irányul, csakis a kizárólagosság intézményesítése ellen kívánjuk felemelni a szavunkat. Nem szerencsés, ha valamely eszme nevében bárki azt állítja, hogy övék az egyetlen igaz (üdvözítő) út. Egyetlen vallás vagy eszme sem törekedhet a másság eltiprására!
- Mi (amerikai) boszorkányok nem tekintjük fenyegetésnek ha a boszorkányság múltja vitatéma. Feladatunk a hagyományok művelése és továbbadása a jövő számára.
- Nem hiszünk az "abszolút gonosz" fogalmában, tehát tagadjuk a Sátán, az ördög vagy a mindenható gonosz keresztény felfogású értelmezését. Senkinek nem okozunk testi vagy lelki szenvedést azért, hogy hatalmat nyerjünk fölötte. Nem méltányoljuk a mások megtagadásával és értékeik becsmérlésével megszerezhető értékeket.
- Hisszük, a természetben kell keresnünk az egészségünk zálogát, illetve mindazt, ami a javunkat szolgálja.

### Istenkép
A mai boszorkányok valamilyen újpogány valláshoz tartozónak vallják magukat, és felfogásukban lehetnek politeisták (sok istenség van), duoteisták (két istenség van), panteisták (mindenben ott van az istenség), animisták (szellem lakozik mindenben) vagy akár ezek keveréke. Nyugaton nagy részük wicca hitvallású és vagy duoteista, aki az Istenre és az Istennőre egyforma tisztelettel tekint, vagy csak egyedül az Istennőben (Úrnőben) hisz.
Napjainkra a szarvakat viselő istenség kultusza háttérbe szorult, s helyette előtérbe került, sőt bizonyos feminista kovenek  esetében kizárólagossá vált a Nagy Istennő tisztelete. A nyugati mai boszorkányok többségének dualista világszemléletében a női princípium játssza az aktív szerepet, míg a férfi a passzívat. Így a Nagy Istennő képviseli a világ pozitív oldalát, a teremtő erőt, a kiáradást, az életet, a termékenységet, a bőséget, míg a szarvakat viselő isten a világ negatív oldalát, a visszahúzódást, a pusztulást, az alvilágot, a halált. 
A Nagy Istennő európai kultuszának újjászületésében jelentős szerepet játszottak az istennő prófétájának is nevezett Robert Graves írásai, különösen A fehér istennő című könyve, amelyben megpróbálja rekonstruálni az ősi Európa többé-kevésbé egységes mitológiáját és mágikus világképét, aminek központjában egy sok alakban ismert, sok néven tisztelt hatalmas anyaistennő állt. 
Az istenségnek számtalan neve lehetséges. Nézetük szerint akárhogy is hívják, az istenség anélkül is tudja, amikor szólnak hozzá. A Cernunnos nevet a boszorkánymozgalom számos társasága használja, de a Nagytiszteletű vagy Tiszteletre méltó vagy bármilyen megjelölés lehetséges.

## Boszorkányság a mai világban

### Afrika
Afrikában a boszorkányságról alkotott nézetek alig változtak a 16. és 17. századra jellemző nézetekhez képest, és az afrikaiak úgy hiszik, hogy a boszorkányok képesek rosszat tenni, mert szövetségre léptek az Ördöggel, vagy valamilyen más gonosz szellemmel. Az afrikai boszorkányok még arról is híresek, hogy szövetségeseik egyes állatok, például hiénák vagy babuinok alakjában. 

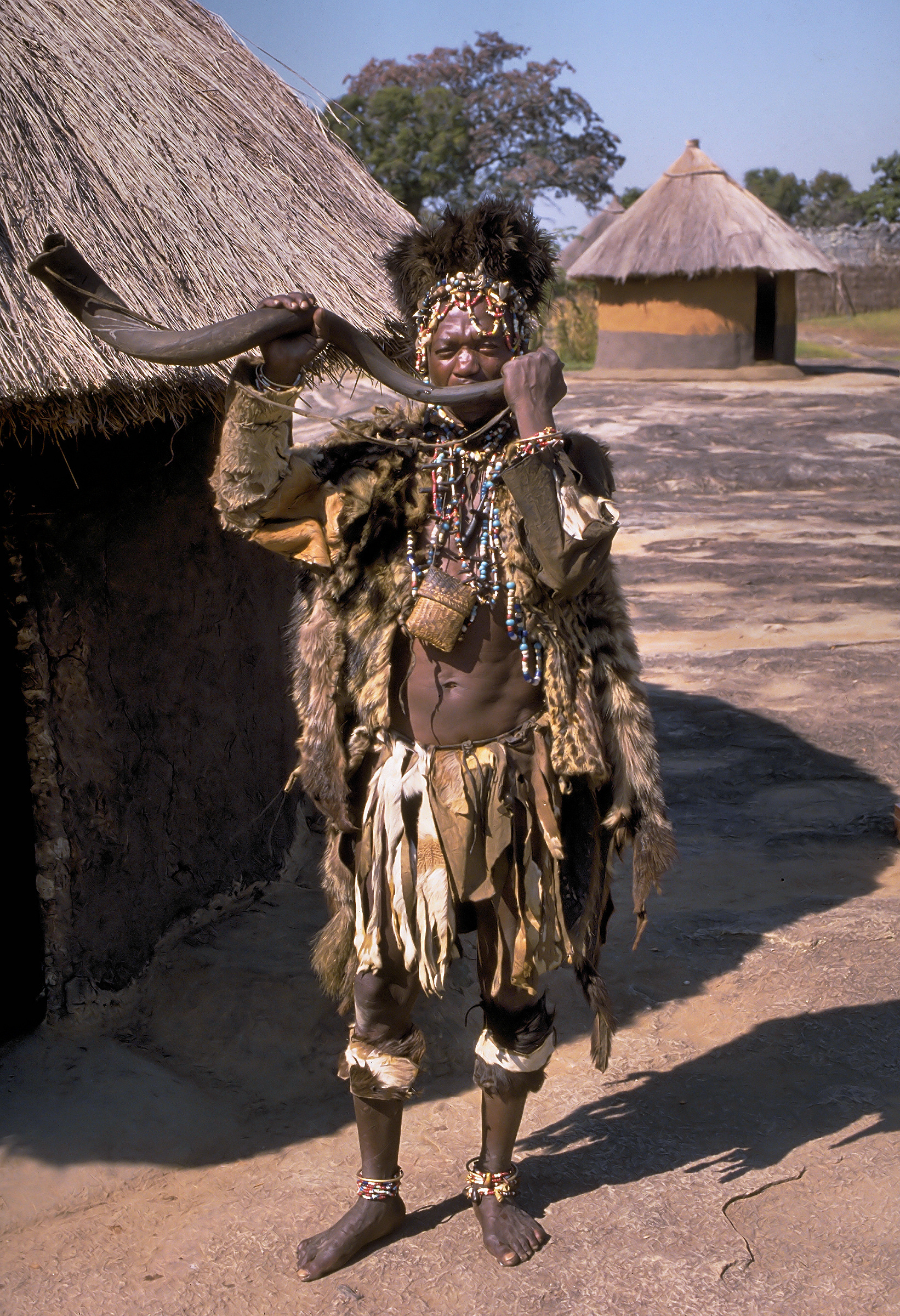
Shona törzsi boszorkánydoktor Zimbabwéban

Afrikában a boszorkányokról úgy tartják, hogy gonosz lélek lakik a testében, amelynek hatóképessége annál nagyobbra nő, minél idősebb a boszorkány. Ennek az erőnek köszönhetően képes a boszorkány arra, hogy varázslatokat végezzen és bájitalokat állítson elő.
Egyes afrikai kultúrákban az a hit él, hogy a boszorkány nem tudatosan cselekszik, nincs tudatában annak, hogy kárt okoz. A betegséget, a rossz termést és más szerencsétlenségeket továbbra is sokan az ő számlájukra írják, sőt még a járványokat és a természeti katasztrófákat is. Még ma is találkozunk azzal a jelenséggel, hogy valaki bevallja boszorkányos tettének a bűnét.
Olyan országokban, mint például Ghána, ahol az animista bennszülött vallások együtt élnek a kereszténységgel és az iszlámmal, a boszorkányság virágzik. Az afrikaiak, amikor betegek, általában mind az európai értelemben vett orvosnak, mind pedig a varázslódoktornak a véleményét kikérik: az előbbit a testi állapot kezelése végett keresik fel, az utóbbit pedig jövendőmondó képességében hive azért, hogy a fizikai állapot mélyebb okait felderítse.
Tanganyikában egy fehér orvos 40 fokos lázat és akut vakbélgyulladást állapított meg egy néger betegén. Ismeretei szerint itt csak gyors műtéti beavatkozás segíthet. A beteg azonban tiltakozott, és törzsének boszorkánydoktorát hívatta. A "varázsló" gyógyfüveket dörzsölt szét, érthetetlen szavakat mormolt, majd a beteg testére hánccsal növényeket kötözött. A férfi mindvégig "hipnotizáltan" meredt rá. Akkor a varázsló megérintette a beteg köldökét, és ezt mondta: Fájdalmad és lázad azonnal eltűnik. 

Másnapra a férfi teljesen meggyógyult. Ez a hipnotikus-szuggesztiós kezelés sikeresnek bizonyult.
A bennszülött hagyományos vallásokban a szertartásokat általában a közösség felnőtt férfi tagjai irányítják, a cselekmények középpontjában pedig a varázslók állnak. A varázslók mágikus eljárásokkal, eksztatikus tánccal és varázstárgyak segítségével végzik tevékenységüket; Afrikában őket nevezik boszorkánydoktoroknak. Azok a boszorkánydoktorok, akik a közösség javáért munkálkodnak oly módon, hogy megpróbálják messzire űzni az ártó szellemeket, a hiedelem szerint fehér mágiát, míg velük szemben a gonosz, rontó tevékenységet folytató varázslók fekete mágiát végeznek.
A boszorkánydoktorokról feltételezik, hogy képesek megvédeni az egyéneket ellenségeik kártékony természetfölötti erőitől.
Zimbabwe kormánya 2006-ban úgy döntött, hogy megszünteti a boszorkányságot tiltó törvényt, amelyet még a gyarmati korban az európaiak vezettek be, hogy ezzel lehetővé tegye a hagyományos gyógyítók számára mesterségük nyilvános gyakorlatát. A zimbabwei egyház mindig is azon a véleményen volt, hogy az országban létezik a boszorkányság és az új törvények szerint bizonyítani kell, hogy valaki ártó természetfölötti erőket alkalmazott. 

### Latin-Amerika
Brazíliában egy állás elvesztését igen gyakran a boszorkányság művének tartják. A boszorkányságban való hit, tulajdonképpen egész Dél-Amerikára többé-kevésbé jellemző, gyakran a keresztény hit elemeivel összefonódva. Itt is általában felmerül a boszorkányság vádja, amikor nincs közvetlen, ésszel belátható magyarázat egy viszontagságra vagy szerencsétlenségre, hirtelen eltűnésre, rejtélyes elhalálozásra vagy hirtelen klímaváltozásra.
Chile egyes területein azt mondják, hogy a boszorkányoknak a gonosz erőkkel fenntartott kapcsolat adja a képességet arra, hogy másoknak ártsanak, illetve a maguk számára előnyöket szerezzenek. Ugyanakkor a boszorkánynak tartott asszonyokat magával értetődő gyakorisággal keresik föl az emberek tanácsért és gyógyfüves kezelésért, akár magukról, akár állataikról van szó.
A boszorkányság egyik legfigyelemreméltóbb válfaja talán Haitin figyelhető meg, ahol a voodoo varázslás gyakorlata a hagyományos afrikai kultúra és a római katolicizmus jegyeinek sajátos ötvözetét mutatja. A voodoot sokan teljesen alaptalanul azonosítják a sátánizmussal, a zombikkal és a voodoo-babákkal. Ezek eredete a Haitin kialakult gyakorlatra megy vissza, hogy ilyen babákat a temetőkhöz közeli fákra szögeznek, hogy e világból a túlvilágba üzeneteket juttassanak el. A voodoo mint vallás az ősökre és az elhunyt családtagok szellemére helyezi a hangsúlyt.

### USA
1985-ben a virginiai kerületi bíróság jogilag elismerte a Wicca vallást és megadta neki a törvényes védelmet. A Wicca újpogány vallás, melynek megközelítőleg 150 ezer amerikai követője van (a 2000-es évek elején). A Wicca azonban a mai boszorkányság egyik vetülete csupán. Hívei szövetségekbe szerveződnek, amelyeknek élén a papok vagy papnők állnak. Külsőségeit tekintve a Wicca vallás manapság a Viktória-korabeli kultuszok stílusjegyeit hordozza, amelyekbe ősi pogány vallások, valamint buddhista és hindu elemek vegyülnek.
A hudu (Hoodoo) egy mágikus rituálékkal rendelkező irányzat, amely az Egyesült Államok déli részén, a vidéki afroamerikai lakosság körében alakult ki. Egyesíti az afrikai és indián mágia elemeit, de más európai hatásokat is magába szívott.

### Ázsia és Óceánia
Kínában a boszorkányság képzete szerves része a hagyományos miszticizmusnak, vallásnak és művészetnek. Hatalmas mennyiségű irodalom foglalkozik mágiával, a növények okkult tulajdonságaival, az asztrológiával és a látnoki képesség kérdéseivel. A kínai boszorkányhoz szorosan hozzátartoznak a könyvek, valamint a Hold és az okkult jelenségek ismerete.
Délkelet-Ázsiában számos különböző kultúra van, s mindegyikben megtalálhatjuk a varázsigéket, a ráolvasást, a jóslást, az oltalmazó szertartásokat, a sámánizmust és a rituális táncokat.
A varázslás, a boszorkányság és a szellemekben való hit a Csendes-óceán déli szigetein élő népek életének is szerves része. Az ausztrál őslakosok egyfajta természeti mágiában hisznek, mely szerint egész környezetük az úgynevezett Álomidőben teremtődött, s ettől földünk különlegesen szent.
A filippínó nyelvben a mangkukulam boszorkányt vagy varázslót jelent, a feltehetőleg spanyol eredetű brujo vagy bruho szavak férfi varázslót, a bruja vagy bruha pedig boszorkányt. A hiedelem szerint a mangkukulam varázsigével (sumpa) képes fájdalmat okozni valakinek, de akár gyógyíthat is vele. A füvekkel gyógyítókat alburayónak nevezik, és a vidéken élők teljesen rájuk bízzák bajaik gyógyítását.

### Európa

#### Brit-szigetek
Az Angol Parlament 1951-ben hatályon kívül helyezte azt a régi törvényt, amely szerint bárki, aki boszorkánynak mondja magát, szélhámos, következésképpen elítélhető. 1954-ben a brit Gerald Gardner megjelentette a Jelenkori boszorkányság (Witchcraft Today) című művét, amelyben teljesen nyíltan ír a Wicca tradícióról, bemutatva a kortárs kovenek belső életét, és felfedve féltve őrzött titkaikat.  Majd a Wicca kultusz virágzásnak indult.
Gardner halála (1964) után az addig egységes új boszorkányság különböző irányokba ágazott szét, de ellentétben a kereszténység egymással rivalizáló felekezeteivel, ezek az eltérő nézeteket valló boszorkánytársaságok nagyon jól megférnek egymással. A különféle áramlatok közül még ma is a többé-kevésbé ortodox, Gardner tanaihoz hű gardneriánus boszorkányságnak van a legtöbb követője.
A gardneriánus és nem-gardneriánus boszorkánytársaságok között egyaránt találhatunk olyan csoportokat, amelyek speciális jelleggel, sajátos színezettel bírnak. Ezek a sajátosságok nem érintik a bázistradíciót és rendszerint egy hagyományőrző vidék vagy egy sajátos kultúrájú, legendás múltú népcsoport valóságos vagy állítólagos mágikus hagyományaiból erednek. Ilyen pl. a felföldi skót, a walesi, az ír vagy egyszerűen csak a kelta boszorkányok az ősi kelta tradíció máig eleven vagy újból felélesztett hitvilágának ritualisztikus, mágikus elemeit építették be a mai boszorkányság általánosan elfogadott tanításai és szertartásai közé.
Az egyik legismertebb specifikus irányzat az angolszász mitikus-mágikus tradíciókat felújító szász boszorkányság, a seax-wicca . A seax-wicca 2017-ben elhalálozott első számú boszorkánymestere, Raymond Buckland  1974-ben A fa; a szász boszorkányság teljes könyve (The Tree; The Complete Book of Saxon Witchcraft) címmel megjelentette az irányzat "szent könyvét", amelyből megismerhetők a szász boszorkányság legfontosabb tanításai, mágikus eszközei, termékenységi rítusai, divinációs metódusai (köztük a tarot-féle jövendölés), varázsénekek, ráolvasások és a kelta és germán eredetű varázserejű rúnák.
A nem-gardneriánus csoportok között jelentős helyet foglalnak el a "rituális öltözéket viselő" kovenek (robed covens). Ezek, mint nevük is elárulja, elutasítják a rituális meztelenséget és a szexuális jellegű termékenységi rítusokat, ezzel is hangsúlyozva a gardneriánus és alexandriánus csoportoktól való különbözőségüket. Utóbbiak Alex Sanders  (1926–1988) követőiből alakultak és őket gyakran nevezik "égbe öltözöttek"-nek (sky-clad), utalva ezzel az összejöveteleken való, néhol kötelező, néhol csak ajánlott meztelenségre. A ruhát viselő csoportok között meglehetősen nagy hitbeli és gyakorlatbeli különbségek vannak. Így például találhatók köztük olyanok akik mindenfajta mágiát elutasítanak, s csupán az ősi pogány istenek kultuszát próbálják feleleveníteni. Ezzel ellentétben a kovenek egy másik csoportja a boszorkányságot a rituális mágia legmagasabb formáival kiegészítve megpróbálkozik egyfajta titkos varázslószövetség létrehozásával.

## A mai, nyugati boszorkányság jellemzői

### Kovenek
A boszorkányságba beavatottak többsége társaságokba szerveződik, és ezek keretén belül működik. Ezen csoportok neve a koven . A kovenek kis létszámú csoportok. Régebben 13 tagjuk volt, de mert semmi különösebb ok ehhez a számhoz ragaszkodni, manapság inkább 12 tagból áll egy koven.
A boszorkánycsoportoknak szüksége van vezetőkre. A duoteista csoportokban a pap és a papnő a koven vezetői, ők képviselik az Istent és az Istennőt. Két azonos nemű vezető nem képviselhetné maradéktalanul az isteni kettősséget.
Az angol covenstead szó jelentése: boszorkánytanya. Ez a hely az összejövetel helyszíne, ahol az ún. templom is található. Az angol covendom szó eredeti jelentése boszorkányuradalom, amely ténylegesen nagyobb a szokásos telkeknél, általában 5 km sugarú, kör alapú terület, amelynek pontos mértani középpontjában áll a boszorkányok háza. A hagyományőrző kovenek tagjai ezen a területen élnek.

### A templom
Jóllehet seregnyi boszorkány találkozik és ténykedik házon kívül, a szabad ég alatt – mezőkön, erdei tisztásokon, – nincs mindenkinek lehetősége ilyesmire. Nagyvárosban szinte lehetetlen közvetlen kapcsolatban maradni a földdel. Ezért itt olyan területre van szükség, ahol a boszorkány elvégezheti szertartásait, kidolgozhatja és végrehajthatja varázslatait, megülheti ünnepeit. Ez a terület lehet egy épület, egy szoba vagy csak egy szoba nyugodt zuga. Ez lesz a saját temploma. A templom közepén áll az oltár, az oltáron pedig a gyertyák, az áldozati edények és az isteneket megszemélyesítő tárgyak (szobrok, képek). Az oltár köré bűvös kört vonnak.
A templomban van a helyük még a füstölőknek, a munkaeszközöknek és a szertartási könyveknek. A boszorkányok általában zárva tartják a templomot ha nem egyedül élnek, illetve ha élettársaik nem osztják nézeteiket.

### Gyűlések
A boszorkányok kisebb, rendszeres találkozóinak neve: esbat . Ilyenkor történik varázslás, gyógyítás is. A kovenek többségének tagjai hetente találkoznak egymással, de havonta egyszer, teliholdkor mindenféleképp össze kell jönniük. A telihold ünnepén kívül számos kovenben megünneplik az újhold megjelenését is.
Az esbatok ünnepein kívül vannak még a szombatok ünnepei. Ezekből évente nagyjából egyenlően elosztva, nyolcat tartanak meg.

### Eszközök

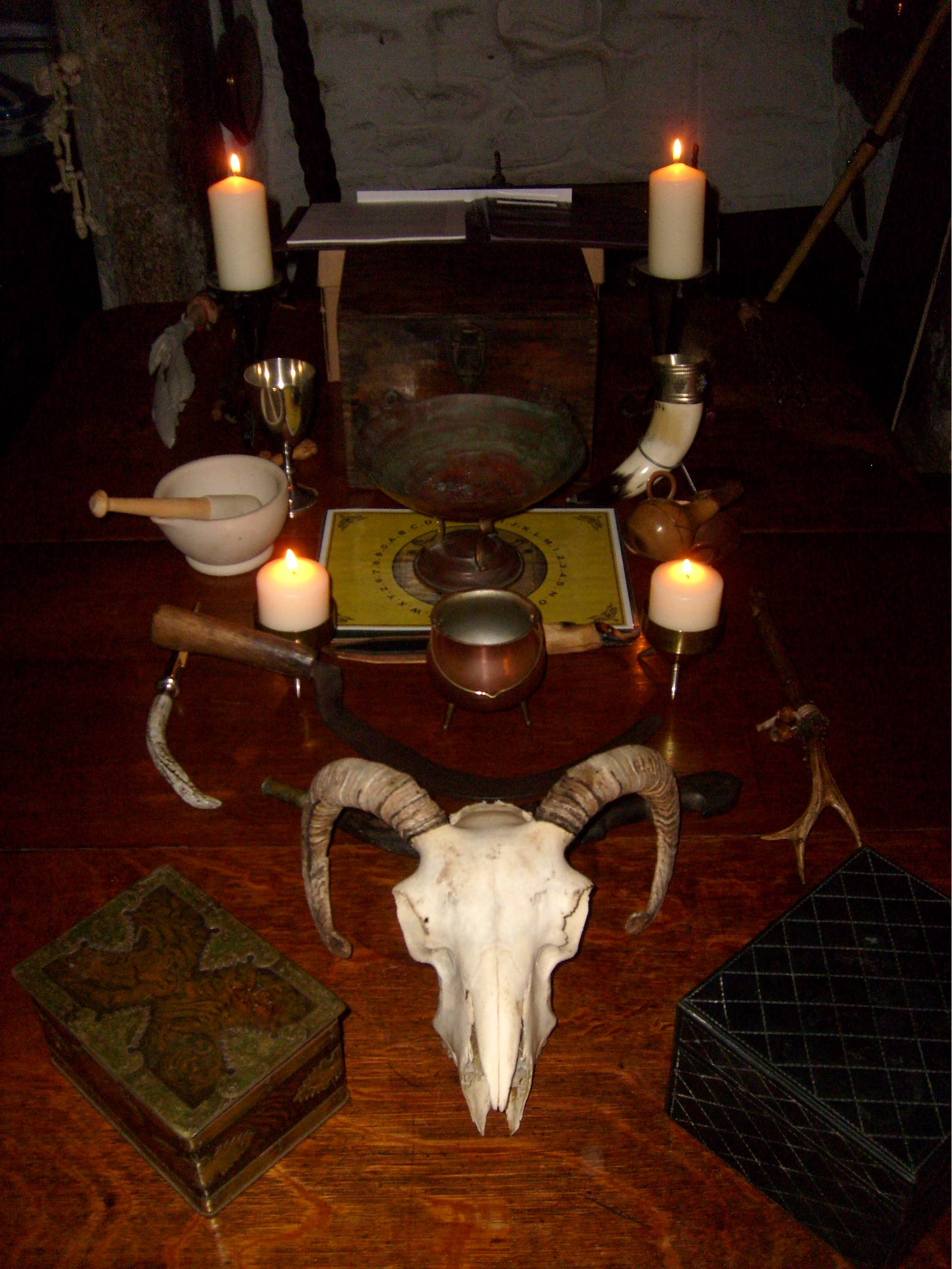
Újpogány oltár boszorkányeszközökkel

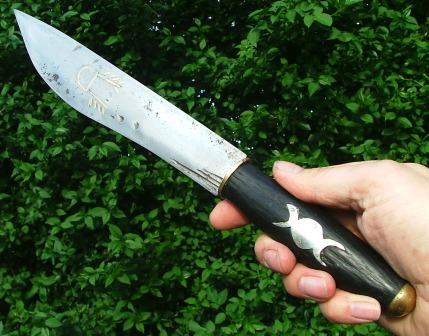
Egy athame, a Wicca-boszorkányok által használt, felszentelt, rituális kés

A gardneriánus boszorkányok nyolc eszközzel munkálkodnak, ezek: az athame (kés), a kard, a varázspálca, a korbács, a kötelek, a fehér nyelű kés és a pentákulum. A Saxon mágusok kevesebbel: seax (kés/tőr), kard, dárda. Az eszközöket szinte mindig felszentelik.
Minden boszorkánynak van saját kése. Számos helyen athame  a kés neve. A pengéjére jeleket vésnek. Egyes boszorkánytársaságok szabályzata szerint e kést csak a varázskörön belül kizárólag rituális célra szabad használni. A skót hagyományok úgy tartják, hogy minél többször használja a boszorkány e kését, annál több manához, erőhöz jut.
A kard nem alapvető kellék, bármikor helyettesíthető a késsel. Ám amint a boszorkányoknak megvan a saját késük, a gyülekezeteknek is megvan a maguk kardja. A pap vagy papnő vagy akit ezzel megbíznak, általában a karddal rajzolja fel a varázskört a gyűlések kezdetén. 
A mai boszorkányok által használt mágikus vagy varázspálcához a Nagy Istennő uralma alá tartozó fák (bodza, fűz, berkenye, mogyoró, tölgy stb.) valamelyikéről metszenek egy ágat a szent sarlóval. A belső puha bélt eltávolítják, majd a furatot kitöltik fehér gyapotfonállal, amelyre a boszorkány rácsepegtette pár csepp vérét. Az elkészített pálcára ráírják a Nagy Istennő egy vagy több nevét, valamint a boszorkány saját nevét, lehetőleg valamilyen mágikus ábécé segítségével. Amikor a pálcát nem használják, akkor selyemtokban tartják.

### Öltözet

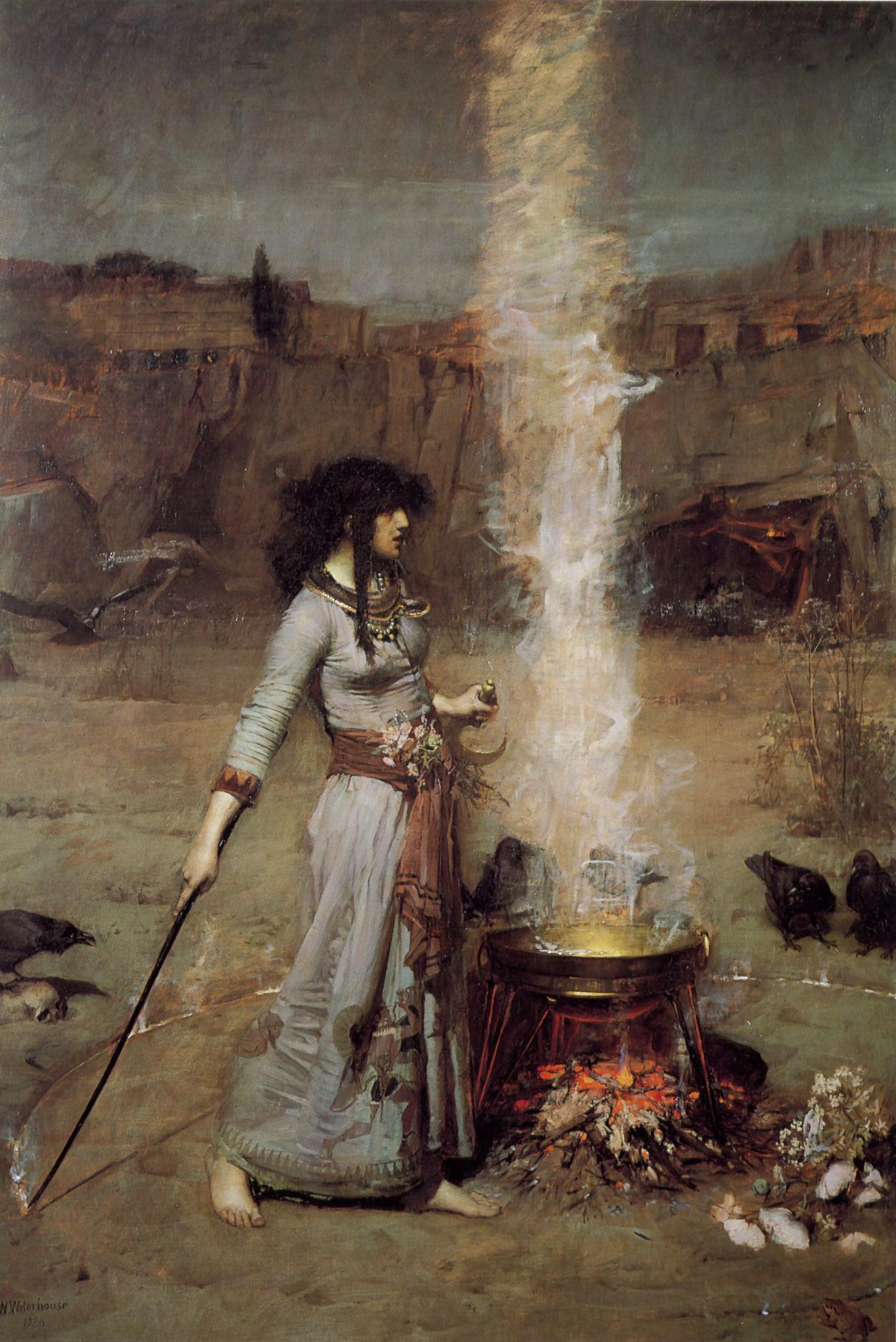
John William Waterhouse (1849–1917): A varázskör

Régen a boszorkánycsoport vezetője a szarvakat viselő istent képviselte, és ezért összejöveteleken gyakran öltött állatbőrökből készült ruhát, állatfejet utánzó és szarvakkal ellátott maszkot; ez volt az oka annak hogy a keresztény egyház kémei gyakran azt hitték, maga az ördög irányítja a tiszteletére rendezett szertartást. Egyes kovenekben a papok ma is szarvas sisakot öltenek bizonyos szertartások idejére. A pap vagy a papnő viselhet növekvő holdat, napot vagy kört ábrázoló jelképpel ékesített hajpántot.
Bizonyos boszorkánytársaságok tagjai, s a magányos boszorkányok szívesen végzik szertartásaikat meztelenül, "égruhába" burkolózva. A meztelenség a természetazonosság jelképe és egyes nézetek szerint így a varázslat is erősebb. Régebben a meztelenség bevett szokás volt, és részben még ma is annak számít, de ez természetesen csak egyike a lehetőségeknek. Az öltözet lehet egyszerű, de rafináltan bonyolult is. Kevesen viselnek fekete színű varázsköpenyt is.
A hagyományokat követve sok helyen a rang jelzésére használják az ékszereket. A gardneriánus hölgyek állandó viseletéhez tartozik az újjászületések láncolatát jelképező nyaklánc, s a harmadik fokozatú papnő széles ezüst karkötője. A főpap láncszemekből álló vastag arany vagy sárgaréz karkötőt hord, a főpapnő félhold alakú ezüstkoronával és ezüsttel átszőtt zöld szalaggal ékesíti magát. Más társaságok és gyülekezetek tagjai más hagyományt követnek.
A nyakék és a fülbevaló nagyon népszerű, a nemesfém ékszereken kívül jellegzetes kiegészítő a makkból, babból, almamagból, fagyöngyökből és egyéb termésekből fűzött nyaklánc. A mágikus jelképekkel vagy az istenek képmásával berakott gyűrűk viselete szintén gyakori. Egyes boszorkányok viszont azon a véleményen vannak, hogy a varázskörben (varázsláskor) nincs helye az ékszereknek, mert akadályozzák az energiák természetes áramlását, zavarják az erő összpontosítását.

### A varázskör
A szabadtéri rendezvényeken a pap vagy a papnő a kard hegyével rajzolja fel a kört. Keleten kezdi és fejezi be, s végig a kard hegyébe irányítja személyes erejét. Zárt térben a középpontban rögzített fehér kötél végére erősített krétával húzzák meg a bűvös kört. A fő égtájaknak megfelelő négy ponton egy-egy fehér gyertyát helyeznek a kör vonalára. A mellékégtájakra esetleg szintén tesznek további gyertyákat, ezek világíthatnak. Ezután felszentelik a kört és az istenség oltalmába ajánlják.  A körön belül gyakran van egy oltár, ahová különféle szertartási eszközöket tesznek. Ezek között lehet a kehely, varázspálca, felszentelt kések, gyertyák, kristályok, az ötágú csillag, az Árnyak könyve stb.
A varázskör a mágiában már régóta különösen hatásosnak számít. Ennek okát nem lehet megadni. Talán ez azért van, mert a kör egy tökéletes geometriai alakzat, amelynek külső határa minden ponton egyforma távolságra helyezkedik el a középponttól. Mindenesetre a kör egy szent és védett tér határainak megjelölésére ősidők óta használatos, és már Aveburynál és Stonehengenél is megmutatkozik. 

Az ókori babilóniaiak a beteg ágya köré egy kört szórtak lisztből, hogy megóvják őt a démonoktól. Az egyiptomi-görög szövegek nem említik gyakran a mágikus kört, azonban a középkori és modern mágiában ismét jelentős szerepet játszik.

### Varázslat
A szertartások időzítésében a holdfázisoknak óriási szerep jut, ettől függ, mikor milyen varázslatot végeznek. Mindig növekvő holdfázis idején hajtanak végre építő jellegű, konstruktív varázslatokat, míg a romboló jellegű, destruktív mágiát a fogyó hold időszakában végzik. A konstruktív mágiához tartozik a szeretet, szerelem, siker, védelem, egészség és a termékenység. A destruktív mágiához a kötő és oldó varázslat, a rontások dolgai, a megszüntetés és megsemmisítés.
A mágia másik alapfogalma az átérzés. Nézetük szerint az erős átérzés, vagyis beleélés sokszorozza meg a varázslatba bevonható erők hatékonyságát. Az erős átérzés mellett az ének és a vers fokozza a mágia hatását: pl. ritmikus varázsigék éneklése, körtánc stb.
A varázskörön belül imádságokat mondanak az isteneknek (vagy az istennek és istennőnek), üdvözlik a négy égtáj – kelet, nyugat, észak és dél – őreit, majd varázsolnak. 
Olykor a szertartásokat anyaszült meztelenül végzik, általánosságban azonban az eklektikus Wicca-hívők felöltöznek a szertartási alkalmakra.

### A szertartások könyve
A mesterségbeli tudást eredetileg szóbeli hagyományok őrizték, manapság a szertartások könyvét az Árnyak könyvének nevezik. Ez a lényegi tanítások gyűjteménye.
A kovenekben egyetlen könyvet használtak, de a tagoknak odahaza van saját varázskönyvük, amibe a maguk szakterületével kapcsolatos feljegyzések kerülnek (pl. gyógynövényismeret, asztrológia, gyógyítás, szertartási szövegek, fohászok).